# Steve Patrick
Pour les articles homonymes, voir Patrick.
Steve Gary Patrick (né le 4 février 1961 à Winnipeg, Manitoba au Canada) est un ancien joueur professionnel canadien de hockey sur glace.

## Carrière de joueur
Premier choix des Sabres de Buffalo lors du repêchage de 1980 de la Ligue nationale de hockey. Il est le frère de l'ancien défenseur James Patrick. Il joua son hockey junior avec les Wheat Kings de Brandon de la Western Hockey League. Il participa au tournoi de la Coupe Memorial à sa première année avec les Wheat Kings sans toutefois remporté la prestigieuse coupe.
Après le junior, il rejoint les Sabres, et y joua quelques saisons avant de passer aux mains des Rangers de New York, puis des Nordiques de Québec avec lesquels il terminera sa carrière.

## Statistiques
Pour les significations des abréviations, voir Statistiques du hockey sur glace.
| Saison     | Équipe                 | Ligue          |     | Saison régulière | Saison régulière | Saison régulière | Saison régulière | Saison régulière |   | Séries éliminatoires | Séries éliminatoires | Séries éliminatoires | Séries éliminatoires | Séries éliminatoires |
| Saison     | Équipe                 | Ligue          | PJ  | B                | A                | Pts              | Pun              | PJ               | B | A                    | Pts                  | Pun                  |                      |                      |
| 1976-1977  | Canadians de St. James | MJHL           | 50  | 12               | 23               | 35               | 88               | -                | - | -                    | -                    | -                    |                      |                      |
| 1977-1978  | Canadians de St. James | MJHL           | 49  | 41               | 41               | 82               | 176              | -                | - | -                    | -                    | -                    |                      |                      |
| 1978-1979  | Wheat Kings de Brandon | LHOu           | 52  | 23               | 31               | 54               | 105              | 22               | 6 | 12                   | 18                   | 44                   |                      |                      |
| 1978-1979  | Wheat Kings de Brandon | Coupe Memorial | -   | -                | -                | -                | -                | 5                | 1 | 1                    | 2                    | 6                    |                      |                      |
| 1979-1980  | Wheat Kings de Brandon | LHOu           | 71  | 28               | 38               | 66               | 185              | 11               | 6 | 6                    | 12                   | 19                   |                      |                      |
| 1980-1981  | Wheat Kings de Brandon | LHOu           | 34  | 29               | 30               | 59               | 56               | -                | - | -                    | -                    | -                    |                      |                      |
| 1980-1981  | Sabres de Buffalo      | LNH            | 30  | 1                | 7                | 8                | 25               | 5                | 0 | 1                    | 1                    | 6                    |                      |                      |
| 1981-1982  | Americans de Rochester | LAH            | 38  | 11               | 9                | 20               | 15               | 5                | 3 | 2                    | 5                    | 12                   |                      |                      |
| 1981-1982  | Sabres de Buffalo      | LNH            | 41  | 8                | 8                | 16               | 64               | -                | - | -                    | -                    | -                    |                      |                      |
| 1982-1983  | Sabres de Buffalo      | LNH            | 56  | 9                | 13               | 22               | 26               | 2                | 0 | 0                    | 0                    | 0                    |                      |                      |
| 1983-1984  | Americans de Rochester | LAH            | 30  | 8                | 14               | 22               | 33               | 13               | 2 | 1                    | 3                    | 18                   |                      |                      |
| 1983-1984  | Sabres de Buffalo      | LNH            | 11  | 1                | 4                | 5                | 6                | 1                | 0 | 0                    | 0                    | 0                    |                      |                      |
| 1984-1985  | Sabres de Buffalo      | LNH            | 14  | 2                | 2                | 4                | 4                | -                | - | -                    | -                    | -                    |                      |                      |
| 1984-1985  | Rangers de New York    | LNH            | 43  | 11               | 18               | 29               | 63               | 1                | 0 | 0                    | 0                    | 0                    |                      |                      |
| 1985-1986  | Rangers de New York    | LNH            | 28  | 4                | 3                | 7                | 37               | -                | - | -                    | -                    | -                    |                      |                      |
| 1985-1986  | Nordiques de Québec    | LNH            | 27  | 4                | 13               | 17               | 17               | 3                | 0 | 0                    | 0                    | 6                    |                      |                      |
| Totaux LNH | Totaux LNH             | Totaux LNH     | 250 | 40               | 68               | 108              | 242              | 12               | 0 | 1                    | 1                    | 12                   |                      |                      |

## Transactions en carrière
- 6 février 1994 : échangé aux Rangers de New York par les Sabres de Buffalo avec Jim Wiemer en retour de Dave Maloney et de Chris Renaud.
- 6 février 1986 : échangé aux Nordiques de Québec par les Rangers de New York en retour de Wilf Paiement.

## Parenté dans le sport
- Frère du joueur James Patrick.